# کلوم
کلوم (به هلندی: Kollum) یک منطقهٔ مسکونی در هلند است که در کلومرلاند ان‌نیوکرایس‌لاند واقع شده‌است. کلوم ۵٬۵۲۹ نفر جمعیت دارد.